# سیلالبا
سیلالبا شهری در شهرستان ناسره در استان بام در بورکینافاسوی شمالی است و جمعیت آن ۷۹۹ نفر است.